# Sciara speciosa
Sciara speciosa är en tvåvingeart som först beskrevs av Johannes Winnertz 1867.  Sciara speciosa ingår i släktet Sciara och familjen sorgmyggor.
Artens utbredningsområde är Polen. Inga underarter finns listade i Catalogue of Life.